# Hjorttråding
Hjorttråding (Inocybe cervicolor) är en svampart som först beskrevs av Christiaan Hendrik Persoon, och fick sitt nu gällande namn av Lucien Quélet 1886. Enligt Catalogue of Life ingår Hjorttråding i släktet Inocybe,  och familjen Inocybaceae, men enligt Dyntaxa är tillhörigheten istället släktet Inocybe,  och familjen Crepidotaceae. Arten är reproducerande i Sverige. Inga underarter finns listade i Catalogue of Life.

## Bildgalleri

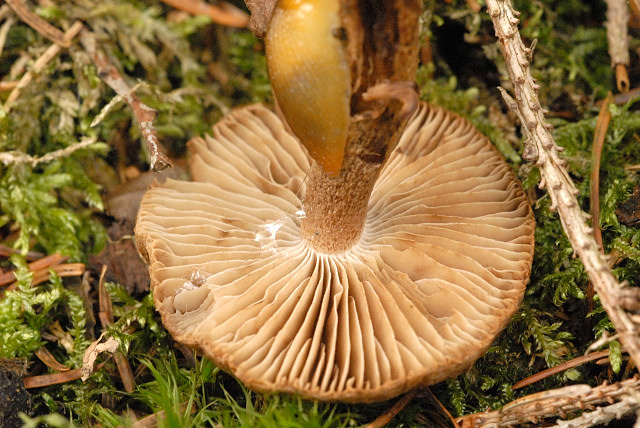